# Federico Guglielmo di Hohenlohe-Kirchberg
Federico Guglielmo di Hohenlohe-Kirchberg (Kirchberg, 2 dicembre 1732 – Praga, 10 agosto 1796) è stato un generale austriaco.

## Biografia

### I primi anni e l'inizio della carriera militare
Federico Guglielmo di Hohenlohe-Kirchberg era figlio del principe Carlo Augusto di Hohenlohe-Gleichen e della sua seconda moglie, la contessa Susanne Margarete Louisa von Auersperg.
Iniziò la sua carriera militare nel 1756 quando si unì al 29º reggimento di fanteria Braunschweig-Wolfenbüttel come ufficiale. Prestò servizio come capitano dei granatieri durante la Guerra dei Sette anni. Venne ferito due volte: la prima nella famosa Battaglia di Leuthen e poi in quella di Landshut, contro i prussiani. Nel 1758 venne promosso maggiore, nel 1761, tenente colonnello ed infine colonnello nel 1764.
Prestò servizio sotto Ernst Gideon von Laudon nella breve Guerra di Successione bavarese. Dopo questo conflitto, che si svolse perlopiù in Boemia, venne promosso feldmaresciallo luogotenente e prestò servizio nella Guerra austro-turca ancora sotto il comando di von Laudon. Orchestrò la vittoria austriaca sui turchi a Persenji e dopo la campagna in Valacchia ricevette la croce di commendatore dell'Ordine Militare di Maria Teresa e venne nominato colonnello proprietario del 17º reggimento di fanteria, posizione che mantenne sino alla propria morte. Il 15 ottobre 1789, venne promosso nuovamente al rango di generale di fanteria (Feldzeugmeister) e nominato comandante in Transilvania, nella cosiddetta regione di Siebenbürgen.

### Le guerre rivoluzionarie francesi
Nel 1792, venne inizialmente posto al comando di 50.000 soldati austriaci nella valle dell'Alto Reno. Nell'agosto di quello stesso anno le sue forze attraversarono il fiume a Mannheim, e presero parte al bombardamento di Thionville, sulla Mosella, all'inizio di settembre di quell'anno. Le forze degli invasori alleati della prima coalizione riuscirono a prendere Longwy il 23 agosto ed a marciare anche se lentamente verso Verdun. Il duca di Brunswick-Wolfenbüttel iniziò quindi la sua marcia su Parigi ed iniziò ad avvicinarsi alla regione delle Argonne. In combinazione con l'Armata di Condé e le truppe assiane, una parte delle forze (15.000 uomini) coprì il fianco sinistro dei prussiani nell'avanzata verso Valmy dove si ebbe il celebre scontro.
Ormai ufficiale d'esperienza, venne prescelto come mentore per il giovane arciduca Carlo d'Asburgo-Teschen che gli venne assegnato in campo per quanto questo impedì al generale di presenziare direttamente allo scontro di Valmy di cui poté udire solo le cannonate. Le forze del duca di Brunswick si scontrarono con il fianco dell'esercito francese, la cosiddetta Armata di Sedan, mentre le forze del principe di Hohenlohe-Kirchberg attaccarono l'Armata di Metz a sud.

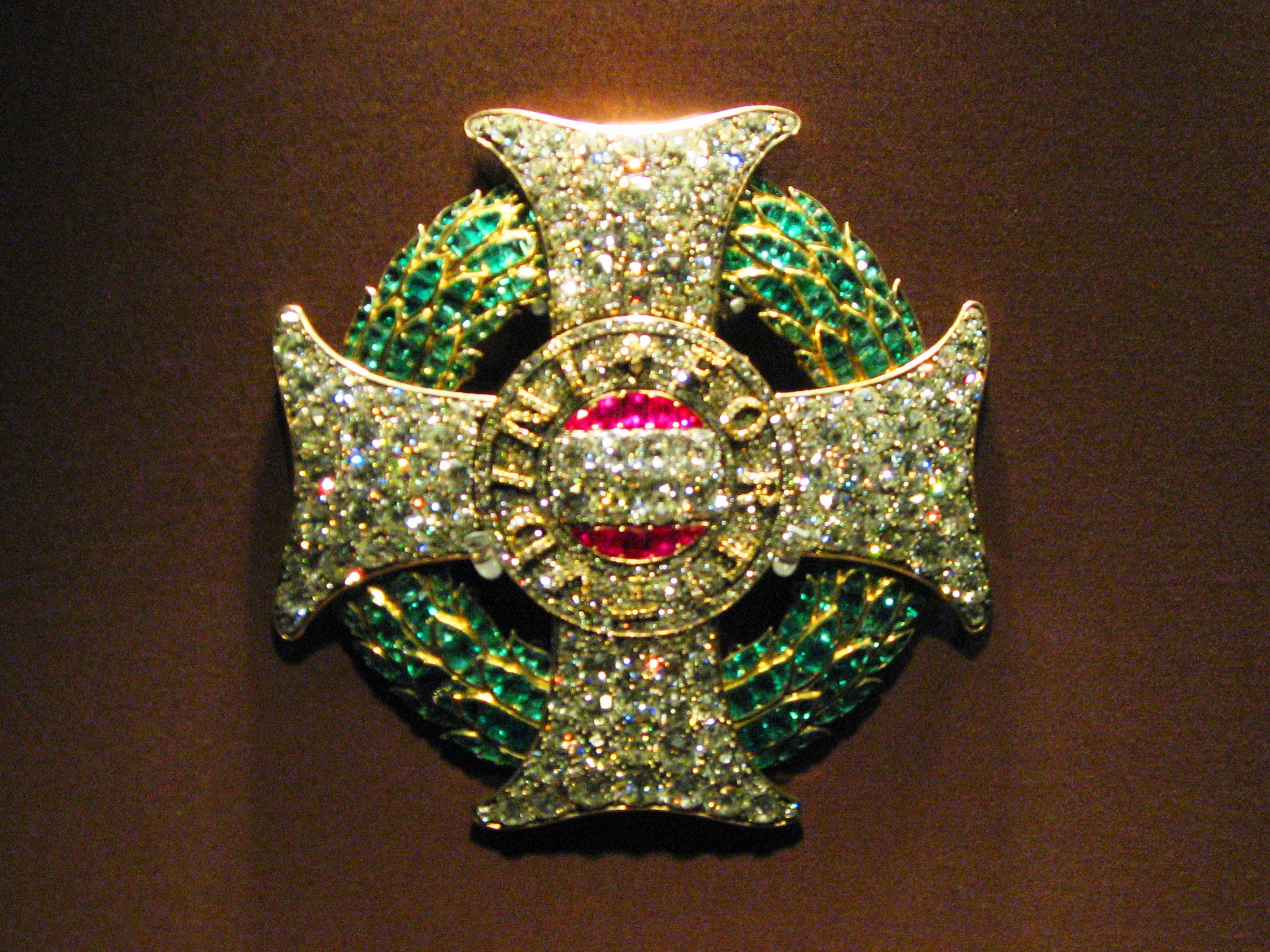
La placca di Gran Croce dell'Ordine Militare di Maria Teresa concessa al principe di Hohenlohe-Kirchberg nel 1792, impreziosita da gemme e diamanti

Nel dicembre del 1792, le forze del principe di Hohenlohe-Kirchberg difesero Treviri dall'attacco dell'Armata della Mosella e dal suo comandante, il generale di divisione marchese Pierre Riel de Beurnonville che venne poi rimosso dal suo incarico dai suoi superiori a Parigi. Il 31 dicembre, il principe di Hohenlohe-Kirchberg venne onorato della gran croce dell'Ordine Militare di Maria Teresa per i suoi successi militari.
Nel maggio del 1793, le sue forze giocarono un ruolo decisivo nella vittoria della Battaglia di Famars. Venne nominato quartiermastro generale e capo dello staff dell'armata principale della coalizione nella Campagna delle Fiandre, succedendo in questo al generale Karl Mack von Leiberich. Come parte del corpo d'armata belga sotto il comando del feldmaresciallo principe Federico Giosia di Sassonia-Coburgo-Saalfeld ancora una volta giocò un ruolo decisivo nell'azione a Avesnes-le-Sec e nella successiva Battaglia di Fleurus. Successivamente, il principe di Hohenlohe-Kirchberg comandò un corpo nell'alto Reno e fu responsabile della ricattura di Spira ai francesi il 17 settembre 1794. Questa fu la sua ultima azione militare; si ritirò dal servizio attivo nel 1795 per motivi di salute e morì l'anno successivo a Praga dove aveva scelto di ritirarsi.

## Matrimonio
Nel 1770, Federico Guglielmo sposò la contessa Frederike von Reuss zu Greiz (Greiz 9 luglio 1750 – Praga 14 giugno 1816), già sposata col conte Federico Luigi Carlo Cristiano di Castell-Rüdenhausen, con cui però il matrimonio era stato annullato in precedenza; la coppia non ebbe figli.

## Ascendenza
|                                                      |                                          |                                                     | Genitori                                                       |  |  | Nonni |  |  | Bisnonni                                             |  |  | Trisnonni                                            |  |
|                                                      |                                          |                                                     |                                                                |  |  |       |  |  | 8. Enrico Federico, IV conte di Hohenlohe-Langenburg |  |  | 16. Filippo Ernesto, I conte di Hohenlohe-Langenburg |  |
|                                                      |                                          |                                                     |                                                                |  |  |       |  |  | 8. Enrico Federico, IV conte di Hohenlohe-Langenburg |  |  | 16. Filippo Ernesto, I conte di Hohenlohe-Langenburg |  |
|                                                      |                                          | 17. Anna Maria di Solms-Sonnenwalde                 |                                                                |  |  |       |  |  | 8. Enrico Federico, IV conte di Hohenlohe-Langenburg |  |  |                                                      |  |
| 4. Federico Everardo, I conte di Hohenlohe-Kirchberg |                                          |                                                     |                                                                |  |  |       |  |  | 8. Enrico Federico, IV conte di Hohenlohe-Langenburg |  |  |                                                      |  |
|                                                      |                                          | 9. Giuliana Dorotea di Castell-Remlingen            | 18. Volfango Giorgio I, II conte di Castell-Remlingen          |  |  |       |  |  |                                                      |  |  |                                                      |  |
|                                                      |                                          | 9. Giuliana Dorotea di Castell-Remlingen            | 18. Volfango Giorgio I, II conte di Castell-Remlingen          |  |  |       |  |  |                                                      |  |  |                                                      |  |
|                                                      |                                          | 9. Giuliana Dorotea di Castell-Remlingen            | 19. Sofia Giuliana di Hohenlohe-Pfedelbach                     |  |  |       |  |  |                                                      |  |  |                                                      |  |
| 2. Carlo Augusto, II conte di Hohenlohe-Kirchberg    |                                          | 9. Giuliana Dorotea di Castell-Remlingen            |                                                                |  |  |       |  |  |                                                      |  |  |                                                      |  |
|                                                      |                                          | 10. Giorgio Alberto II, I conte di Erbach-Fürstenau | 20. Giorgio Alberto I, I conte di Erbach-Schönberg             |  |  |       |  |  |                                                      |  |  |                                                      |  |
|                                                      |                                          | 10. Giorgio Alberto II, I conte di Erbach-Fürstenau | 20. Giorgio Alberto I, I conte di Erbach-Schönberg             |  |  |       |  |  |                                                      |  |  |                                                      |  |
|                                                      |                                          | 10. Giorgio Alberto II, I conte di Erbach-Fürstenau | 21. Elisabetta Dorotea di Hohenlohe-Waldenburg-Schillingsfürst |  |  |       |  |  |                                                      |  |  |                                                      |  |
| 5. Federica Albertina di Erbach-Fürstenau            |                                          | 10. Giorgio Alberto II, I conte di Erbach-Fürstenau |                                                                |  |  |       |  |  |                                                      |  |  |                                                      |  |
|                                                      |                                          | 11. Anna Dorotea di Hohenlohe-Waldenburg            | 22. Filippo Goffredo, VI conte di Hohenlohe-Waldenburg         |  |  |       |  |  |                                                      |  |  |                                                      |  |
|                                                      |                                          | 11. Anna Dorotea di Hohenlohe-Waldenburg            | 22. Filippo Goffredo, VI conte di Hohenlohe-Waldenburg         |  |  |       |  |  |                                                      |  |  |                                                      |  |
|                                                      |                                          | 11. Anna Dorotea di Hohenlohe-Waldenburg            | 23. Anna Cristina di Limpurg-Sontheim                          |  |  |       |  |  |                                                      |  |  |                                                      |  |
| 1. Federico Guglielmo di Hohenlohe-Kirchberg         |                                          | 11. Anna Dorotea di Hohenlohe-Waldenburg            |                                                                |  |  |       |  |  |                                                      |  |  |                                                      |  |
|                                                      | 12. Carlo Weikhard, I conte di Auersperg | 24. Volfango Weikhart di Auersperg                  |                                                                |  |  |       |  |  |                                                      |  |  |                                                      |  |
|                                                      | 12. Carlo Weikhard, I conte di Auersperg | 24. Volfango Weikhart di Auersperg                  |                                                                |  |  |       |  |  |                                                      |  |  |                                                      |  |
|                                                      | 12. Carlo Weikhard, I conte di Auersperg | 25. Anna Sezima de Sezimowa-Austj                   |                                                                |  |  |       |  |  |                                                      |  |  |                                                      |  |
| 6. Volfango Engelberto, II conte di Auersperg        | 12. Carlo Weikhard, I conte di Auersperg |                                                     |                                                                |  |  |       |  |  |                                                      |  |  |                                                      |  |
|                                                      |                                          | 13. Maria Maddalena Henckel di Donnermarck          | 26. Elia, III conte Henckel di Donnersmarck                    |  |  |       |  |  |                                                      |  |  |                                                      |  |
|                                                      |                                          | 13. Maria Maddalena Henckel di Donnermarck          | 26. Elia, III conte Henckel di Donnersmarck                    |  |  |       |  |  |                                                      |  |  |                                                      |  |
|                                                      |                                          | 13. Maria Maddalena Henckel di Donnermarck          | 27. Anna Maria di Puchheim                                     |  |  |       |  |  |                                                      |  |  |                                                      |  |
| 3. Susanna Margherita Luisa di Auersperg             |                                          | 13. Maria Maddalena Henckel di Donnermarck          |                                                                |  |  |       |  |  |                                                      |  |  |                                                      |  |
|                                                      |                                          | 14. Volfango Massimiliano di Auersperg              | 28. Volfango Weikhart di Auersperg (= 24)                      |  |  |       |  |  |                                                      |  |  |                                                      |  |
|                                                      |                                          | 14. Volfango Massimiliano di Auersperg              | 28. Volfango Weikhart di Auersperg (= 24)                      |  |  |       |  |  |                                                      |  |  |                                                      |  |
|                                                      |                                          | 14. Volfango Massimiliano di Auersperg              | 29. Anna Sezima de Sezimowa-Austj (= 25)                       |  |  |       |  |  |                                                      |  |  |                                                      |  |
| 7. Anna Emerenziana Sofia di Auersperg               |                                          | 14. Volfango Massimiliano di Auersperg              |                                                                |  |  |       |  |  |                                                      |  |  |                                                      |  |
|                                                      |                                          | 15. Susanne Elisabeth di Polheim                    | 30. Giovanni Adamo di Polheim                                  |  |  |       |  |  |                                                      |  |  |                                                      |  |
|                                                      |                                          | 15. Susanne Elisabeth di Polheim                    | 30. Giovanni Adamo di Polheim                                  |  |  |       |  |  |                                                      |  |  |                                                      |  |
|                                                      |                                          | 15. Susanne Elisabeth di Polheim                    | 31. Benigna Regina di Egkh                                     |  |  |       |  |  |                                                      |  |  |                                                      |  |
|                                                      |                                          | 15. Susanne Elisabeth di Polheim                    |                                                                |  |  |       |  |  |                                                      |  |  |                                                      |  |